# امریسورس‌برگن
امریسورس‌برگن، (به انگلیسی: AmerisourceBergen) شرکت توزیع دارو آمریکایی است.
شرکت امریسورس‌برگن در سال ۲۰۰۱ از ادغام شرکت‌های امریسورس و برگن برانزویگ راه‌اندازی شد و در حال حاضر دارای ۱۵۰ دفتر فروش در سراسر جهان، ۲۶ مرکز توزیع عمده در ایالات متحده، ۹ مرکز در کانادا و بیش از ۱ میلیون فوت مکعب کارخانجات بسته‌بندی در دو کشور بریتانیا و ایالات متحده آمریکا می‌باشد. دفتر مرکزی این شرکت در شهر چستربروک، پنسیلوانیا، ایالات متحده آمریکا قرار دارد و سهام آن در بازار بورس نیویورک معامله می‌شود. شرکت امریسورس‌برگن در آخرین رتبه‌بندی مجله فورچون، ردر فهرست سال ۲۰۱۳ فرچون ۵۰۰ در رتبه ۳۲ از بزرگترین شرکت‌های ایالات متحده آمریکا، قرار گرفت.